# Guelendjik
Guelendjik - Геленджик (rus) - és una ciutat del krai de Krasnodar, a Rússia. Es troba a la badia de Guelendjik, a la riba nord-oriental de la mar Negra. És a 88 km al sud-oest de Krasnodar.

## Història

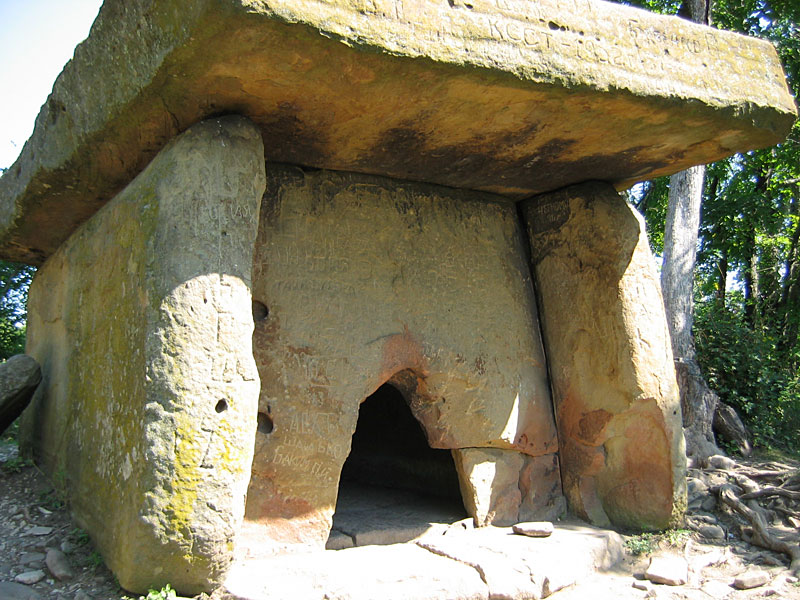
Dolmen a la vall del riu Doguab, als voltants de Pxada.

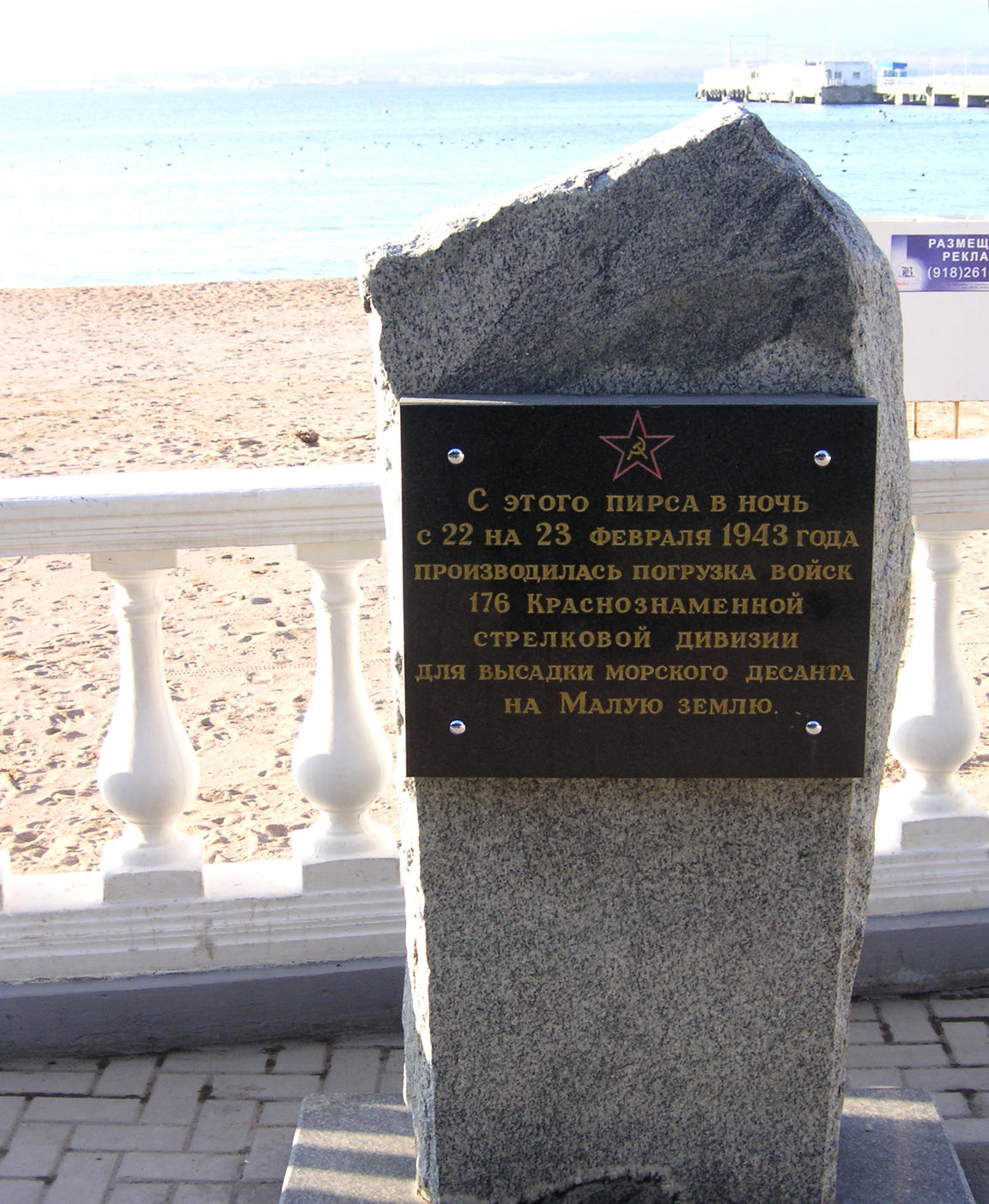
Monument que assenyala el lloc d'embarcament dels soldats que participaren en l'operació a Màlaia Zemlià.

La història de la població humana a la regió de l'actual ciutat de Guelendjik es remunta a l'edat de pedra, per les restes que es troben als voltants, com els dolmens datat del mil·lenni III aC.
Al segle IV aC a la vora de la badia de Guelendjik es trobava la colònia comercial grega de Torik (en grec Τορικος), que més endavant es convertiria en les ciutats romanes d'Orient de Pagra i Ieptala.
Posteriorment s'hi establiria un assentament adigué (xapsug i natukhaitsi). El seu nom modern prové de l'adigué хылъэжъый 'khileji' (petita badia). D'altres versions de l'etimologia del terme expliquen que prové del mingrelià галенджиха 'galendjikha' (fortalesa del nord), de l'àrab jelenzh (pollancre) o del turquès gelend-zhik (la núvia blanca), però tenen menys fonaments. Des del segle xv fou part de l'Imperi Otomà.
El 1829 la regió passà a l'Imperi Rus pel tractat d'Adrianòpolis. El 1831 el general E. Berkhman decidí erigir-hi el reducte de Guelendjik, que formaria part de la línia defensiva litoral de la mar Negra. El 22 i 23 de setembre del 1837 el tsar Nicolau I, el tsarévitx i el seu seguici visitaren la fortalesa i passaren revista al regiment. Aquell mateix mes hi arribaria Mikhaïl Lérmontov des de Taman amb el regiment de Nijni Nóvgorod, al qual fou exiliat per Nicolau I des de la guàrdia imperial com a càstig pel seu poema La mort del poeta, on es mostra la còlera de la nació per la mort en duel d'Aleksandr Puixkin. Aquest viatge seria posteriorment emulat pel seu personatge Grigori Petxorin en la seva novel·la Un heroi del nostre temps.
El 1854, durant la Guerra de Crimea, els militars russos es veieren obligats a esfondrar i abandonar la fortalesa, que l'exèrcit rus ocupà de nou el 1857.
El 1864 es fundà l'stanitsa Guelendjíkskaia com a pat del regiment costaner xapsug, que fou dissolta el 1870, després que es reconvertís en l'assentament Guelendjíkskoie de l'otdel de Novorossiïsk de la gubèrnia de Txernomore. Rebé l'estatus de poble el 1896 amb el nom actual. La seva població estava formada per russos, armenis, ucraïnesos i grecs pòntics.
El 1900 s'hi obrí el primer sanatori privat i el 1907 es declarà oficialment la costa de la badia zona balneària. Un sanatori per a nens malalts de tuberculosi òssia s'hi erigí el 1913, que actualment es diu GBUZ Detski Sanatori im. Revoliutsi dlia detei s bolésniu oporno dvigàtelnogo aparata. El 1915 rebé l'estatus de ciutat. Entre el 1923 i el 1963 fou centre del raion de Guelendjik.
Durant la Segona Guerra Mundial, Guelendjik feia la funció d'hospital de la rereguarda. El grup de Tsézar Kúnikov s'hi embarcà el 1943 en la seva operació per alliberar la regió de Màlaia Zemlià. La ciutat patí nombrosos atacs de l'aviació enemiga. Després de la guerra, la ciutat fou reconstruïda i s'amplià el centre balneari, que el 1970 fou declarat balneari de nivell estatal de la Unió Soviètica.

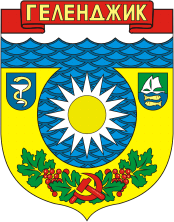
Escut del 1972.
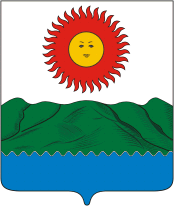
Escut del 1998.

## Demografia
| 1897  | 1926  | 1959   | 1970   | 1979   | 1989   | 2000   | 2003   | 2005   | 2008   | 2009   | 2010   | 2014   |
| ----- | ----- | ------ | ------ | ------ | ------ | ------ | ------ | ------ | ------ | ------ | ------ | ------ |
| 1 800 | 4 500 | 16 500 | 29 100 | 36 500 | 47 700 | 54 100 | 50 000 | 50 700 | 52 600 | 53 100 | 54 980 | 65 059 |

## Educació
Quant a les institucions científiques, cal destacar-ne el Centre de Proves Climàtiques de Guelendjik (filial de l'Institut de Tot Rússia de Materials Aeronàutics), l'Institut per a l'Estudi dels Hidrocarburs i Geofísica Sevmorneftegueofízika-Iug, l'Associació Meridional d'Investigació i Producció d'Exploració Geològica Marítima i la Secció Meridional de l'Institut d'Oceanografia P.P. Xirxov de l'Acadèmia Russa de les Ciències.
Respecte dels instituts d'ensenyament superior, la ciutat compta amb l'Institut d'Arts de Guelendjik, l'Institut de Gestió de Guelendjik, una filial de la Universitat Estatal del Kuban i una filial de l'Institut Estatal de Radiotecnologia V.D. Kalmikov de Taganrog de la Universitat Federal del Sud.

## Economia i transport

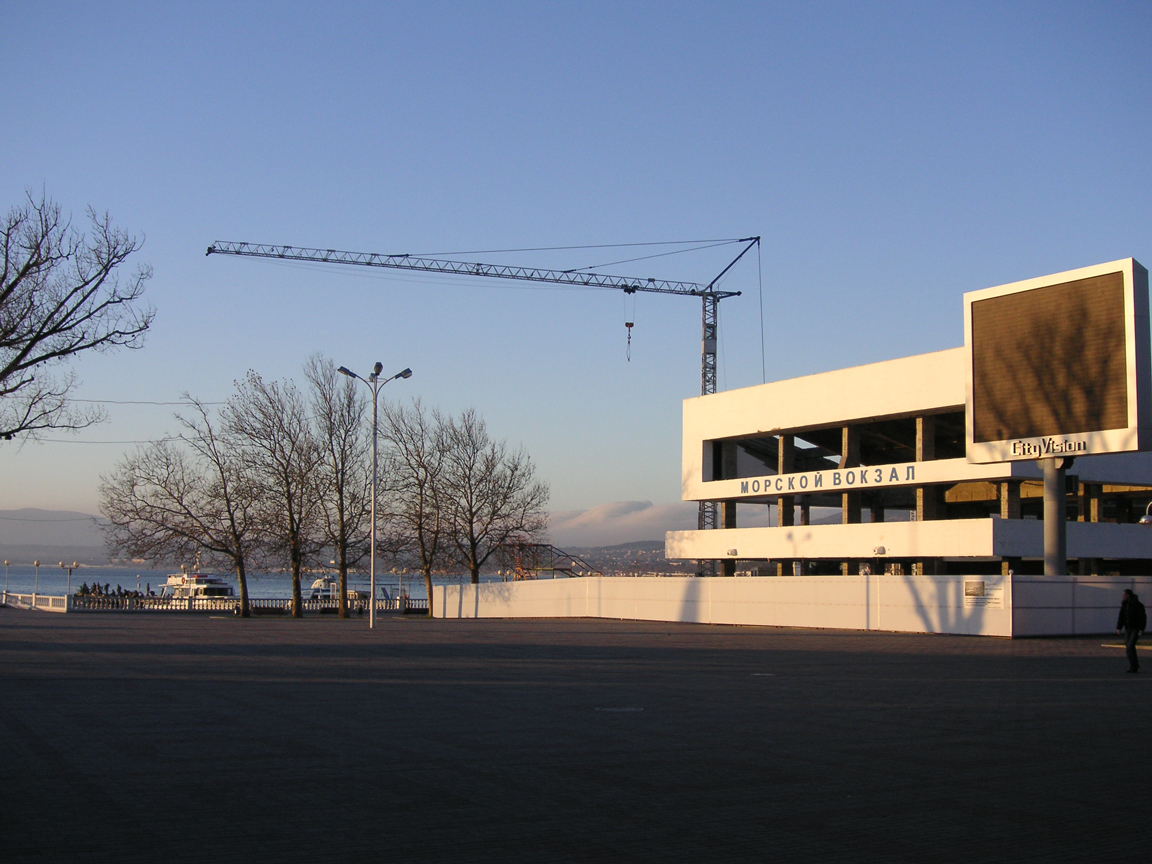
Terminal marítima el 2006.

L'economia de Guelendjik està considerablement desenvolupada, segons les dades oficials, entre el 1998 i el 2007 els ingressos de tots els nivells de pressupostos han augmentat 26 cops. La principal activitat econòmica de la ciutat, pel seu pes específic en el pressupost, és el turisme balneari, després ve el comerç i la restauració, la ciència i la construcció. Els principals sanatoris de la ciutat són: Guelendjik, Golúbaia volnà, Drujba, Kràsnaia talka im. Lomónossov, Rus, Solnetxni béreg, Txernomorets, Pansionat Stróitel, Pansionat Privetli béreg i Pansionat Kavkaz. La indústria alimentària està representada per la vinicultura, entre altres activitats.
Des del 5 de juny del 2010 opera el reformat aeroport de Guelendjik, fins ara una estació aeronàutica temporal que serveix no menys de 5-10 avions en la temporada d'estiu (140 passatgers per hora), que fou finalitzat el 2014 (500 passatgers per hora, amb connexions internacionals). S'ha construït una pista de 3.100 m i un edifici aeroportuari.
Guelendjik no té servei ferroviari. No obstant això, hi ha un servei de minibusos que uneixen la ciutat amb Novorossiïsk, terminal d'una branca del ferrocarril del Caucas Nord des d'on es pot accedir al servei a nivell regional i estatal. Hi ha un projecte sense terminis coneguts per a la construcció d'un ferrocarril entre Novorossiïsk i Guelendjik.
Immediatament al nord de la ciutat (als peus de la serralada de Markotkh) passa la carretera federal M4 Don Moscou-Novorossiïsk, que comparteix via en aquest tram amb la carretera federal M27 Novorossiïsk-Àdler. Quant al transport urbà, la ciutat té una dotzena de línies d'autobusos urbans i connexions amb totes les ciutats del districte urbà de Guelendjik.
La badia de Guelendjik serveix com a port de vaixells d'investigació científica, pesquers i de transport de passatgers (transbordadors a altres ciutats del litoral i embarcacions de turisme).

## Ciutats agermanades
- Cramlington, Anglaterra
- Angulema, França
- Hildesheim, Alemanya
- Baden bei Wien, Àustria
- Kalifeia, Grècia
- Vítebsk, Belarús

## Galeria d'imatges

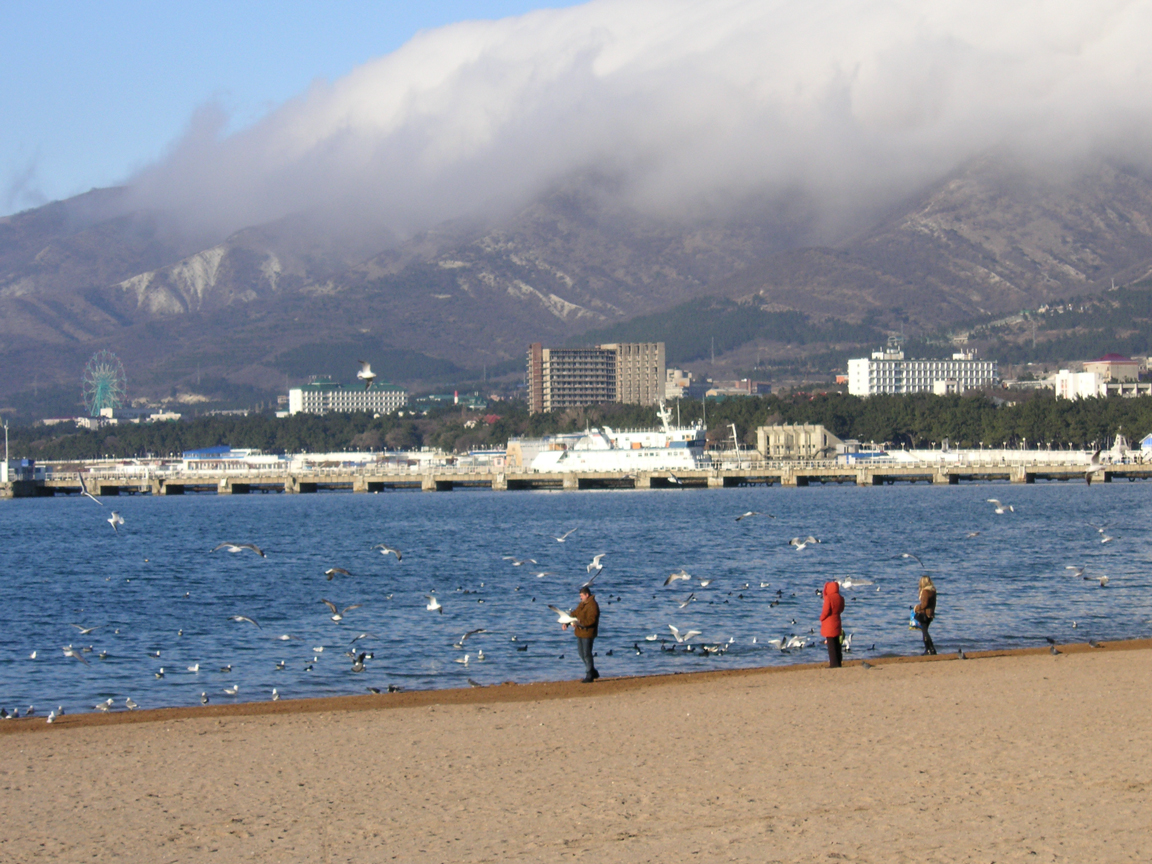
Aus aquàtiques a la badia de Guelendjik.
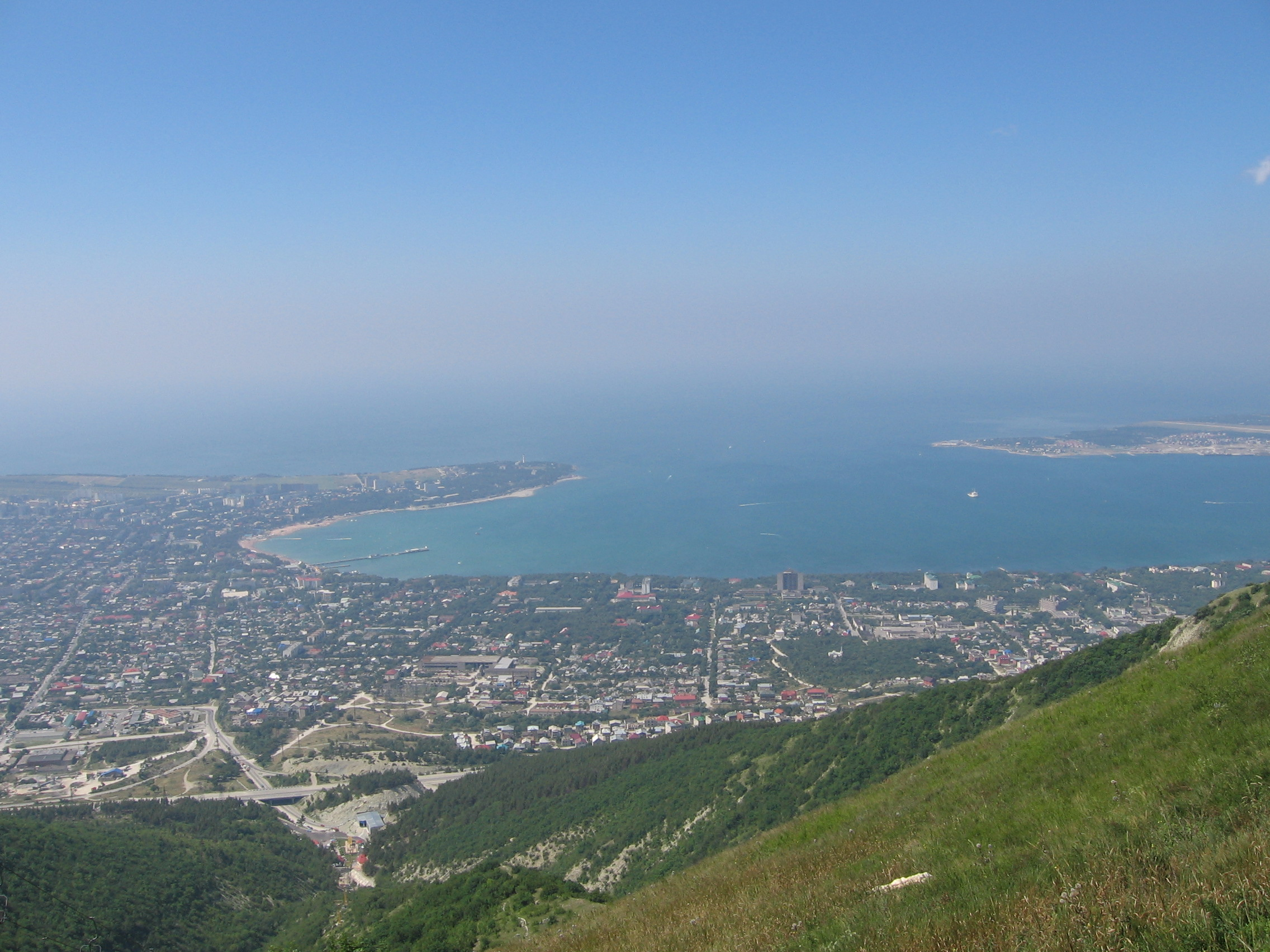
Vista de Guelendjik i de la badia.
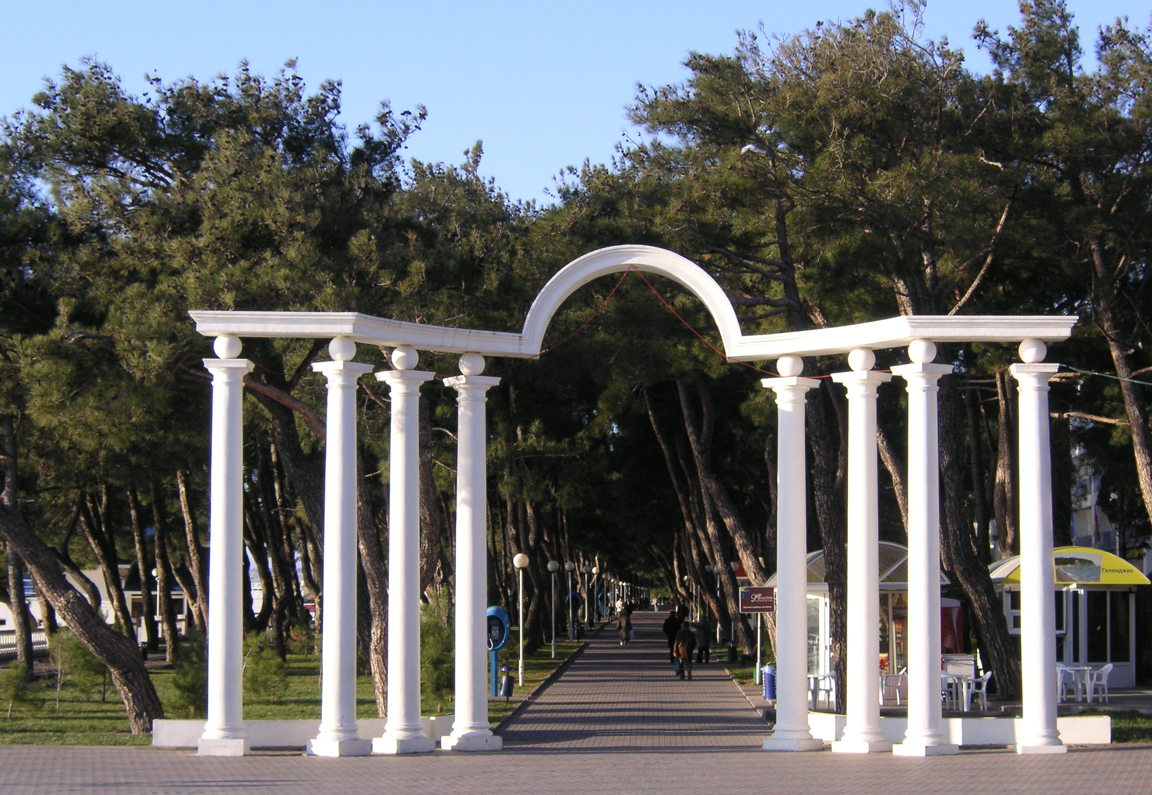
Arc al bulevard Lérmontov.
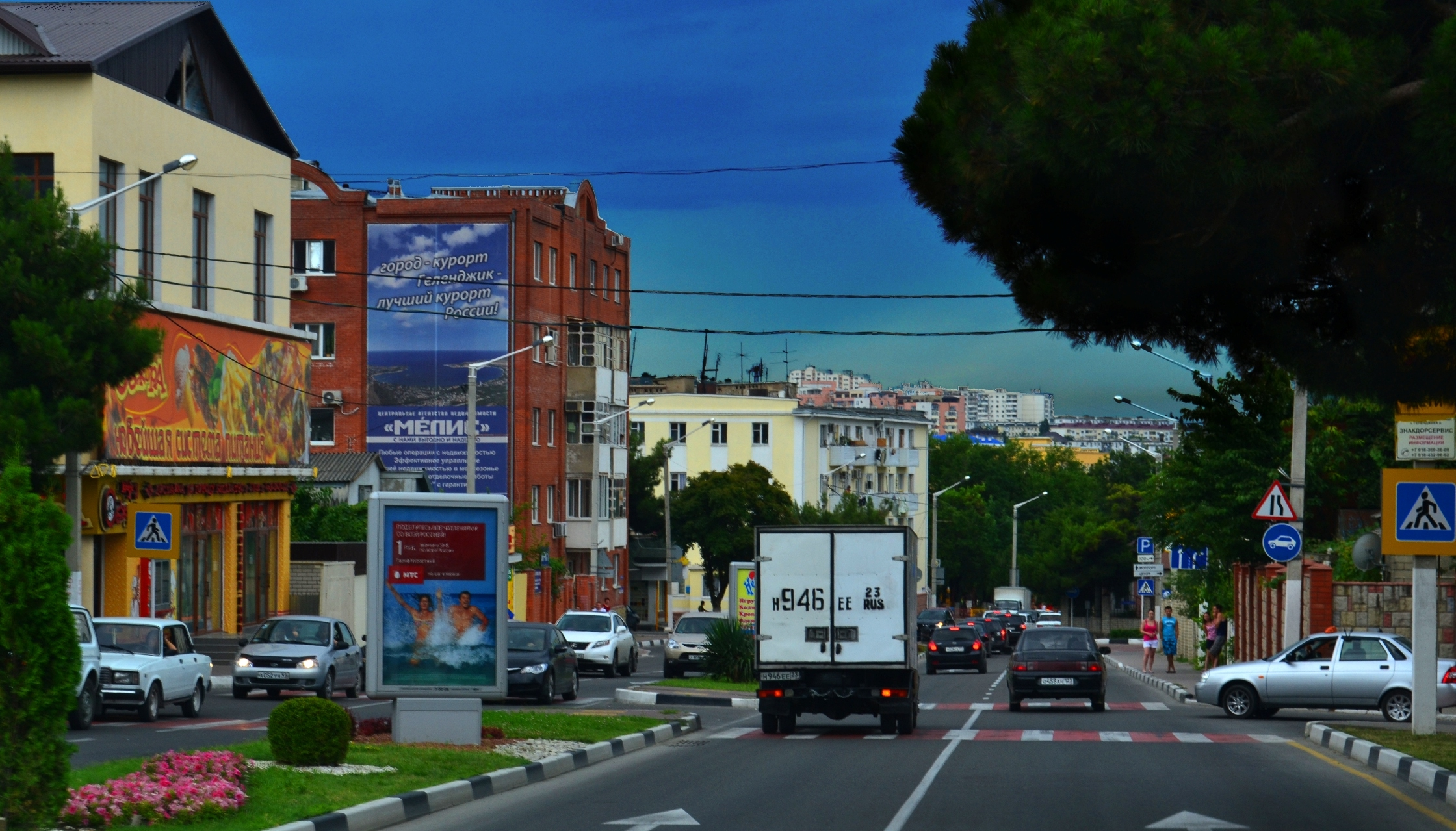
Carrer de Kírov.
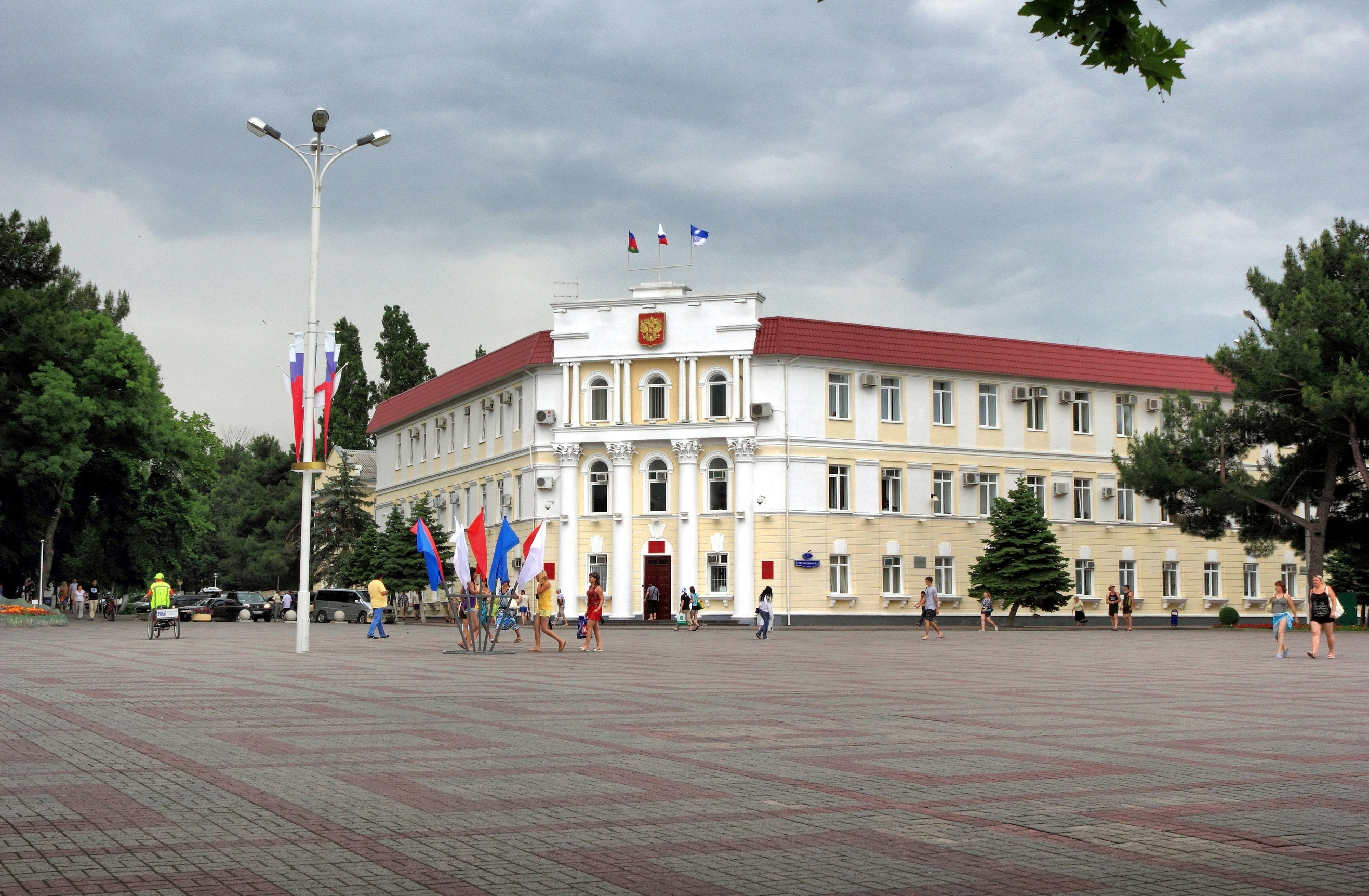
Edifici de l'administració de la ciutat.
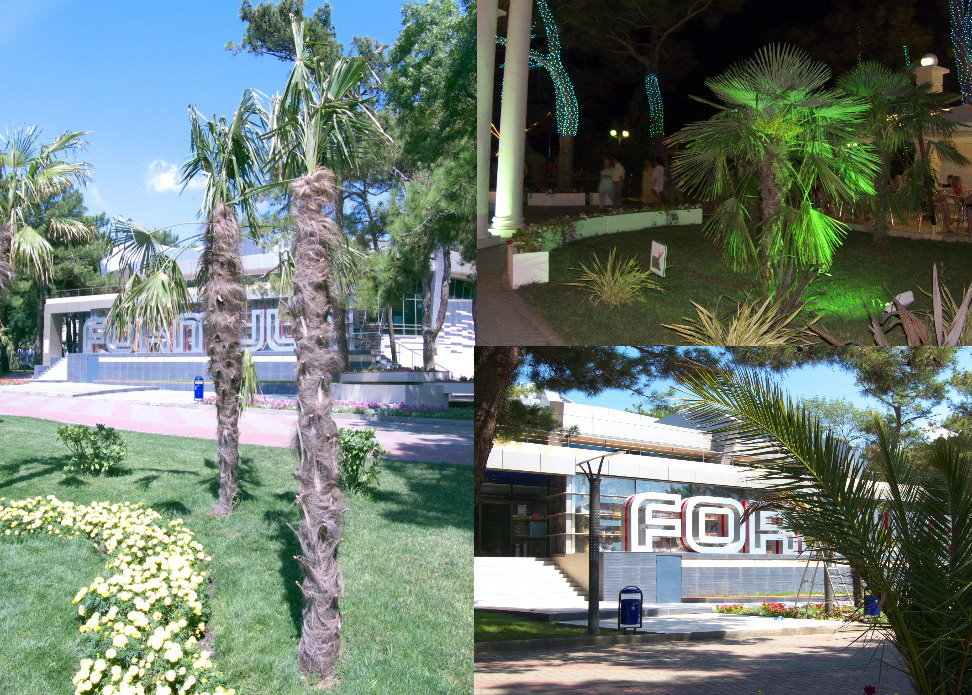
Palmeres a Guelendjik.
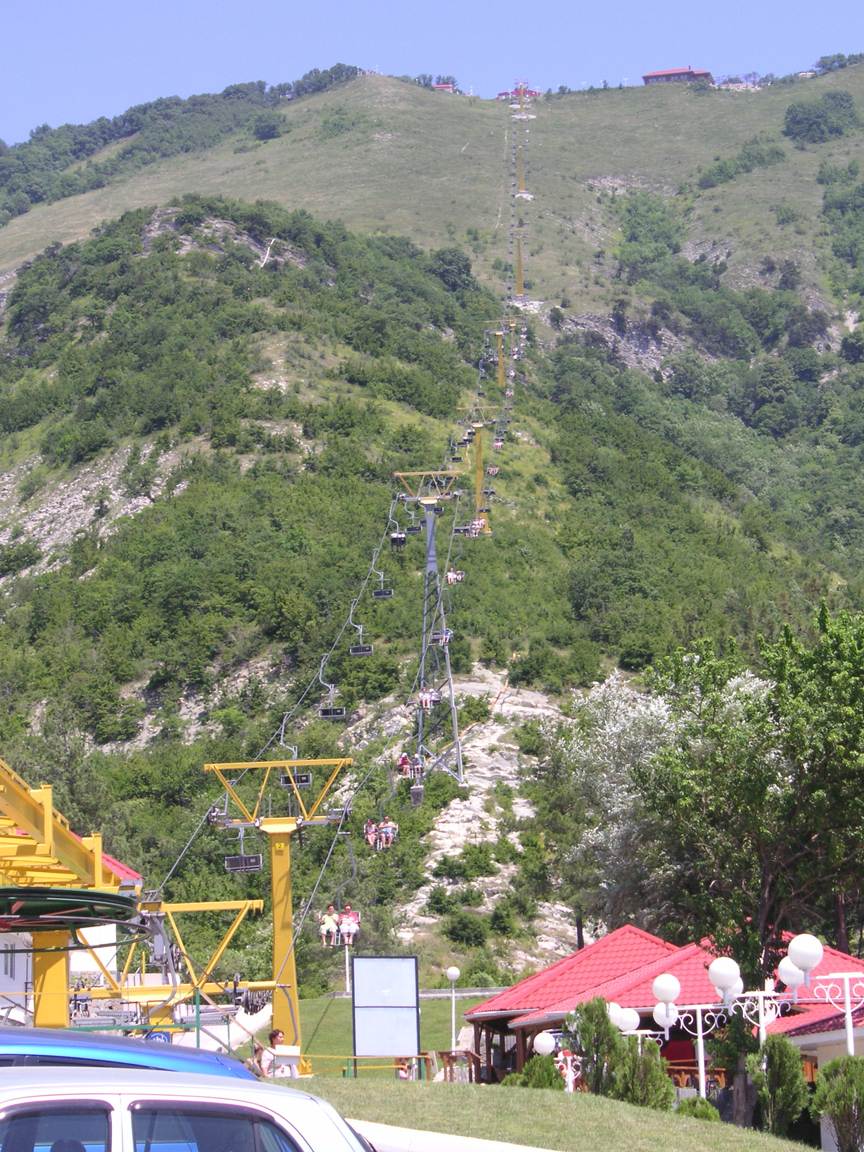
Telecadira que puja a la serralada de Markotkh.
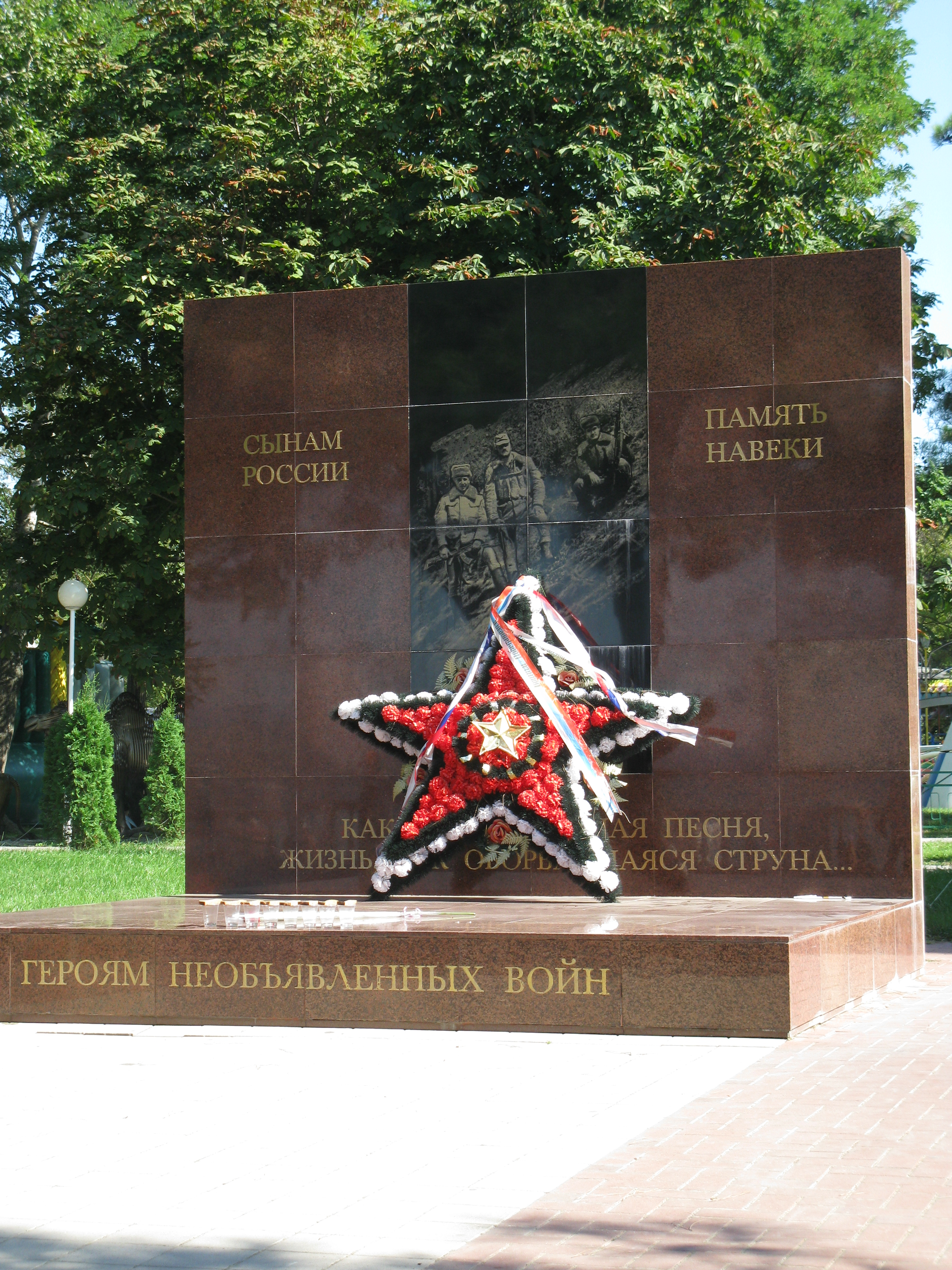
Monument als herois de les guerres no declarades.
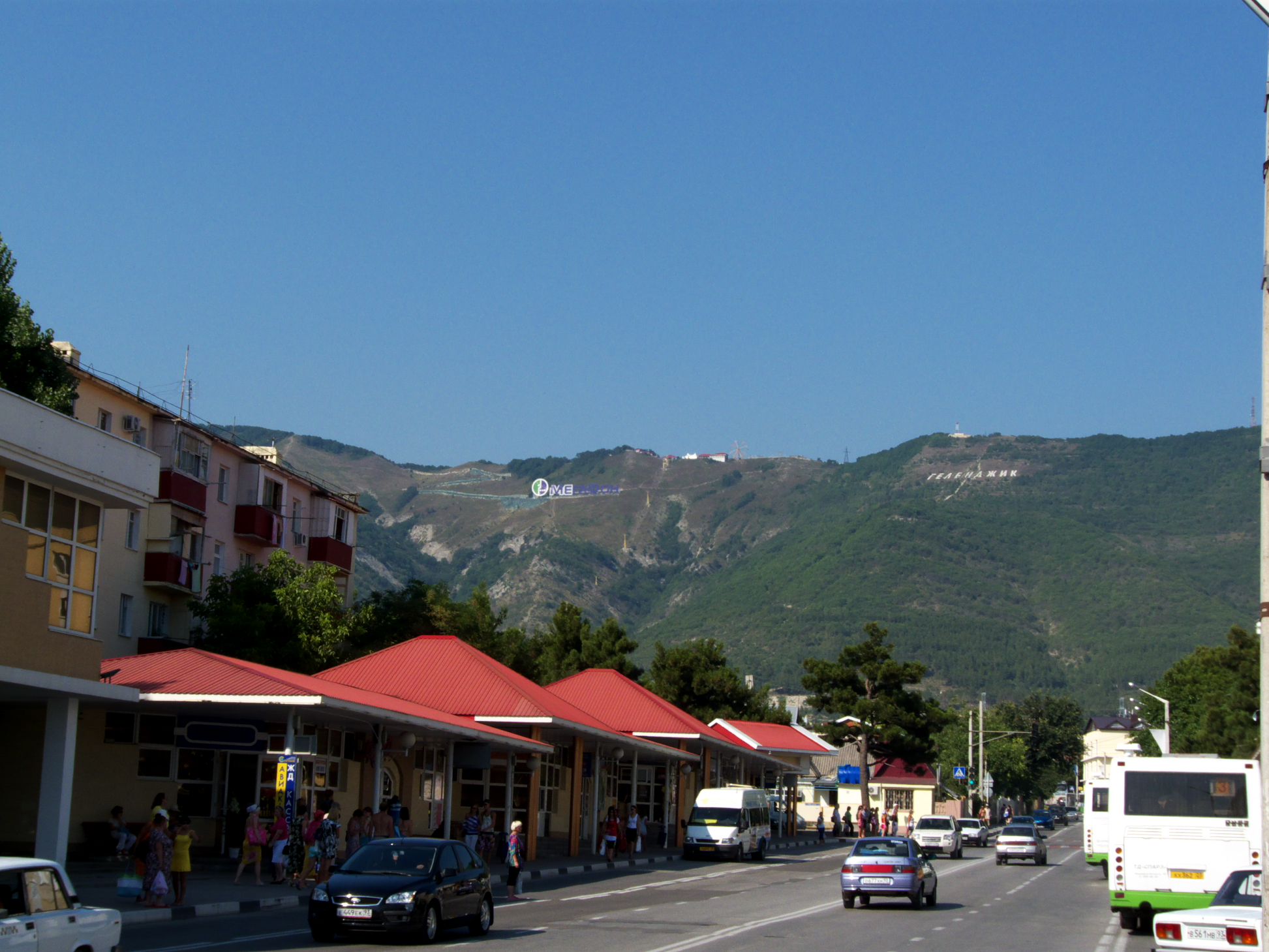
Cartell amb la inscripció Guelendjik al vessant de la serralada de Markotkh.
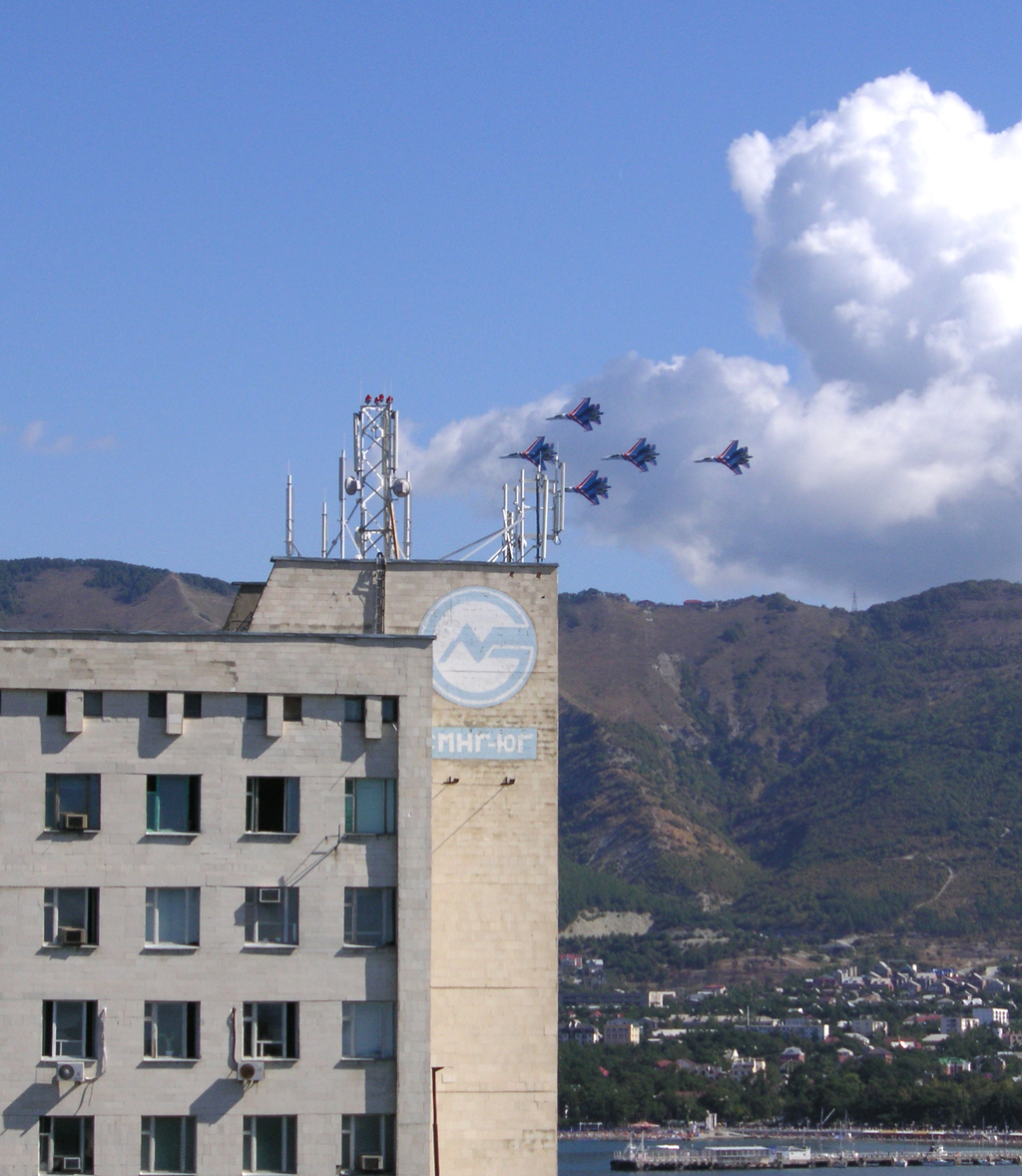
Demostració d'aviació en l'Exposició Internacional Godroaviasalon.
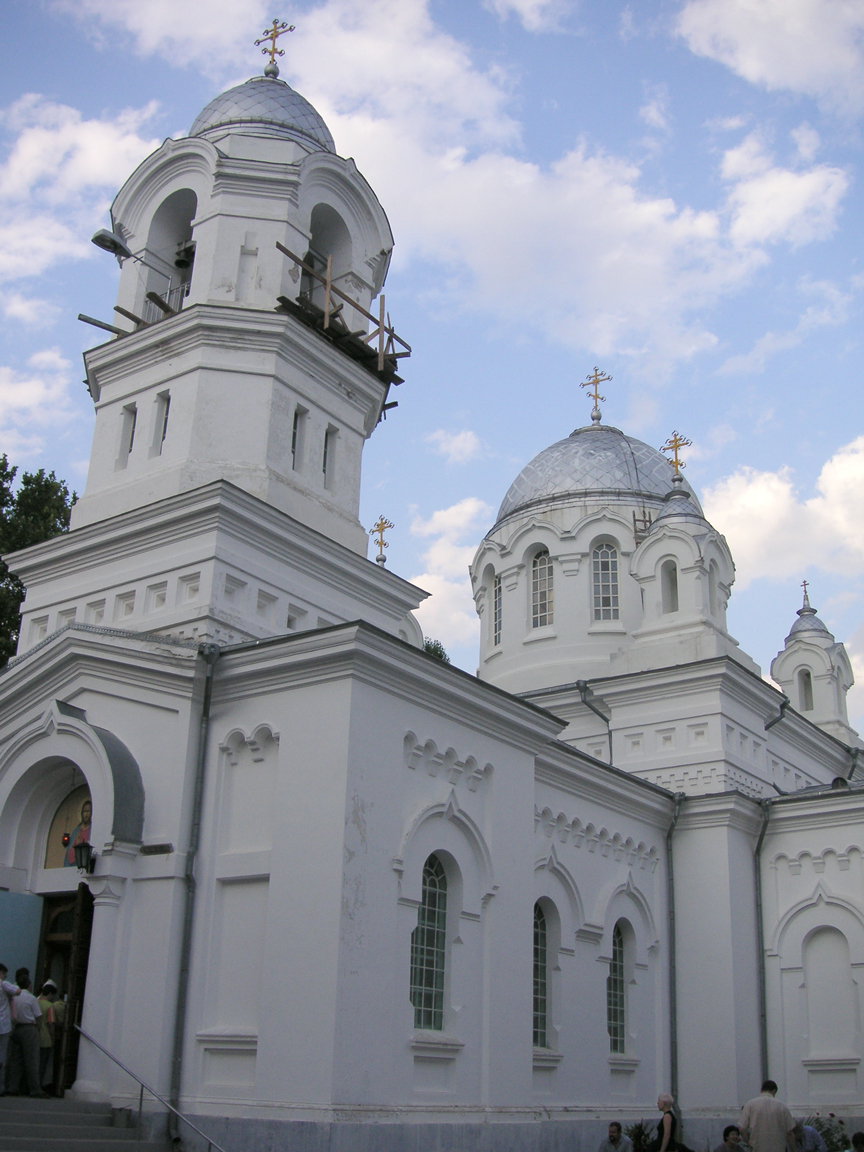
Vista del temple de la Divina Ascensió el 2006.